# Berberis heteropoda
Berberis heteropoda là một loài thực vật có hoa trong họ Hoàng mộc. Loài này được Schrenk mô tả khoa học đầu tiên năm 1841.